# Албашська МТС
Албашська МТС — МТС у станиці Новомінській Краснодарського краю. Організована 1929 року разом з місцевим колгоспом. Була першою МТС Старомінського району, у районному центрі, станиці Старомінській, МТС з'явилася майже через рік, 1930 року.
У МТС було 35 тракторів малої потужності. 1931 року на МТС було 10 комбайнів «Комунар», молотарки. На МТС працювало 70 трактористів, 15 комбайнерів.
Комбайнери отримували зарплатню грошима, на відміну від колгоспників, яки отримували лише трудодні, за кожний з яких могли отримати лише кілька кілограмів збіжжя.
Згодом на Албашській МТС було 48 тракторів загальною потужністю лише 600 кінських сил.
Трактори були дуже примітивними і погано заводилися, особливо взимку. Того, хто першим заведе трактор після ремонту, щоб інші заводити з буксиру, преміювали буханкою хліба.